# Consonne affriquée post-alvéolaire voisée
Cet article court présente un sujet plus développé dans : consonne post-alvéolaire.
Une consonne affriquée post-alvéolaire voisée désigne, en phonétique articulatoire, une consonne de mode d'articulation affriqué et de phonation voisée dont le lieu d'articulation se situe au niveau de la jonction entre les alvéoles de la mâchoire supérieure et le palais dur. Il en existe plusieurs types distingués par la forme prise par le corps de la langue lors de l'articulation.
| API | Description                        | Exemple  | Exemple     | Exemple   | Exemple       |
| --- | ---------------------------------- | -------- | ----------- | --------- | ------------- |
| API | Description                        | Langue   | Orthographe | API       | Signification |
| d͡ʒ  | Affriquée palato-alvéolaire voisée | Anglais  | gin         | [d͡ʒɪn]    | gin           |
| d͡ʑ  | Affriquée alvéolo-palatale voisée  | Polonais | dźwięk      | [d͡ʑviɛj̃k] | son           |
| d͡ʐ  | Affriquée rétroflexe voisée        | Malgache | dridra      | [d͡ʐid͡ʐə̥]  | ulcère        |